# Ливин Калър
Ливин Калър (на английски: Living Colour) е американска рок група от Ню Йорк, изникваща през 1984 г. В стилистичен план, групата показва влияния от хевиметъла, джаза, фънка и хип-хопа. Текстовете им гравитират около личното и политическото, като в някои случаи нападат евроцентризма и американския расизъм.
Ливин Калър завоюват слава с първия си албум, Vivid, излязъл през 1988 г. Макар да извеждат голям брой хитове, те се запомнят най-вече с Cult of Personality, която печели награда Грами за най-добро хардрок изпълнение през 1990 г. Освен това те са обявени за „Най-добър нов творец“ на Наградите на ЕмТиВи за видеоклипове през 1989 г. След като се разтурят през 1995 г., те се събират отново в края на 2000 г.